# تشيساتو ناكاجيما
تشيساتو ناكاجيما (باليابانية: 中島千里؛ بالكانا: なかじま ちさと) هي مؤدية صوت يابانية، ولدت في 10 مارس 1961 في أوميا-كو في اليابان.

## وصلات خارجية
- تشيساتو ناكاجيما على موقع ANN person (الإنجليزية)